# Bánóczi Dezső
Bánóczi Dezső (Veszprém, 1888. március 26. – Budapest, 1958. október 13.) színész, rendező, Bánóczi József (1849–1926) irodalomtörténész, filozófus unokaöccse.

## Életútja
Bánóczi Mór (1845–1915) kereskedő és Hofman Lina gyermekeként született. Jogi tanulmányait a Budapesti Tudományegyetemen végezte. 1906-ban a Thália-társulat tagja lett, ahol első fellépése a Vadkacsában volt Balle szerepében. A Thália feloszlása után Janovics Jenő meghívta Kolozsvárra, ahol hat évig a drámai esték központja volt. 1916. január 1-jén Bárdos Artúr a Modern Színpadhoz szerződtette, ahol különösen jellegzetes paraszt-alakjaival tűnt fel. 1921. szeptembertől a Renaissance Színháznál működött. 1922-ben az Apolló-kabaré tagja volt. 1924–26-ban újra a Renaissance- és egyben a Belvárosi Színház tagja, ahol mint rendező is elismerésre méltó tevékenységet fejtett ki. 1928-ban a Király Színháznál működött. 1929-ben az Uj Színház tagja volt. 1929-ben a Fővárosi Operettszínházban, 1934-ben a Városi Színházban játszott. Az 1930-as években divatrevüket is rendezett. 1945 után kevés szerepet kapott, 1951 és 1955 között rendezőként működött az Állami Faluszínházban.
Felesége 1911 és 1924 között Dajbukát Ilona színésznő volt. 1925. július 29-én nőül vette Borbás Vilmát, azonban két évvel később tőle is elvált.

## Fontosabb színházi szerepei
- Antal mester (Hebbel: Mária Magdolna)
- Tanító (Szép Ernő: Patika)
- Mikon (Gáspár Margit: Új Isten Thébában)

## Főbb rendezései
- Szép Ernő: Patika
- Benamy Sándor: Kajüt
- Hunyady József: Bányászbecsület

## Könyve
- „Rendezte: Dr. Bánóczi Dezső” (1943)